# 比亚迪K9
比亚迪K9，是一款由比亚迪汽车生产的纯电动巴士低底盤公車，采用全铝合金车身，搭载了由比亚迪自主研发的磷酸鋰鐵电池作为储能装置，在城市路况下一次充电能够行驶250公里的路程。2010年9月30日在位于中国湖南长沙的工厂首次下线。
比亚迪K9R是一款繼K9以及K9D（K9A）的單層低地台電動巴士，同樣採用電池驅動。

## K9介紹
这辆纯电动巴士是比亚迪在继F3DM、F6DM和e6之后生产的电动汽车。K9车身长度为12米，总重量为18吨，据报道售价为200万至300万人民币。 
比亚迪K9已经在中国大陆、香港、台灣、日本、泰国、美国、智利、哥伦比亚、德国、英国、荷兰、波兰等地投入运行或者试运行。2013年5月，比亚迪宣布在美国加利福尼亚州的兰开斯特市开设生产工厂，该工厂于2014年4月28日下线并交付了首批两辆电动巴士。

## K9R介紹
比亞迪K9R採用全鋁合金車身，搭載磷酸鐵鋰電池驅動電動機及電池管理系統，可實時監控每組電池的溫度及電壓。
每次只需充電4小時，巴士可行走250公里，比類近車型K9A及K9更為耐用。

### 軼事
香港城巴首部K9R於2015年第四季正式加入載客行列。投入服務不足兩星期後，城巴在2016年1月初例行檢查這輛巴士，發現巴士停車後，若在車廂用手大力擠壓落車門中間的防夾膠邊，車門竟會自動打開。巴士行駛時則不會出現這情況。為安全起見，這批新車僅僅行駛13日，便於1月8日起暫停使用有關巴士。比亞迪檢查後，發現巴士的控制軟件出現問題，並隨即更新軟件；巴士公司確認問題獲妥善解決後，有關巴士已於1月11日恢復投入服務。
另外，香港新巴於2016年1月發現巴士防滑表現欠佳，輪胎在天雨路滑時容易跣胎，更須於9月中起全面停駛。2017年，比亞迪針對K9R的制動回饋充電系統作適當調整，以提升巴士在下雨天行駛時的防滑表現。
更多資訊詳見香港欄目。

## 性能参数

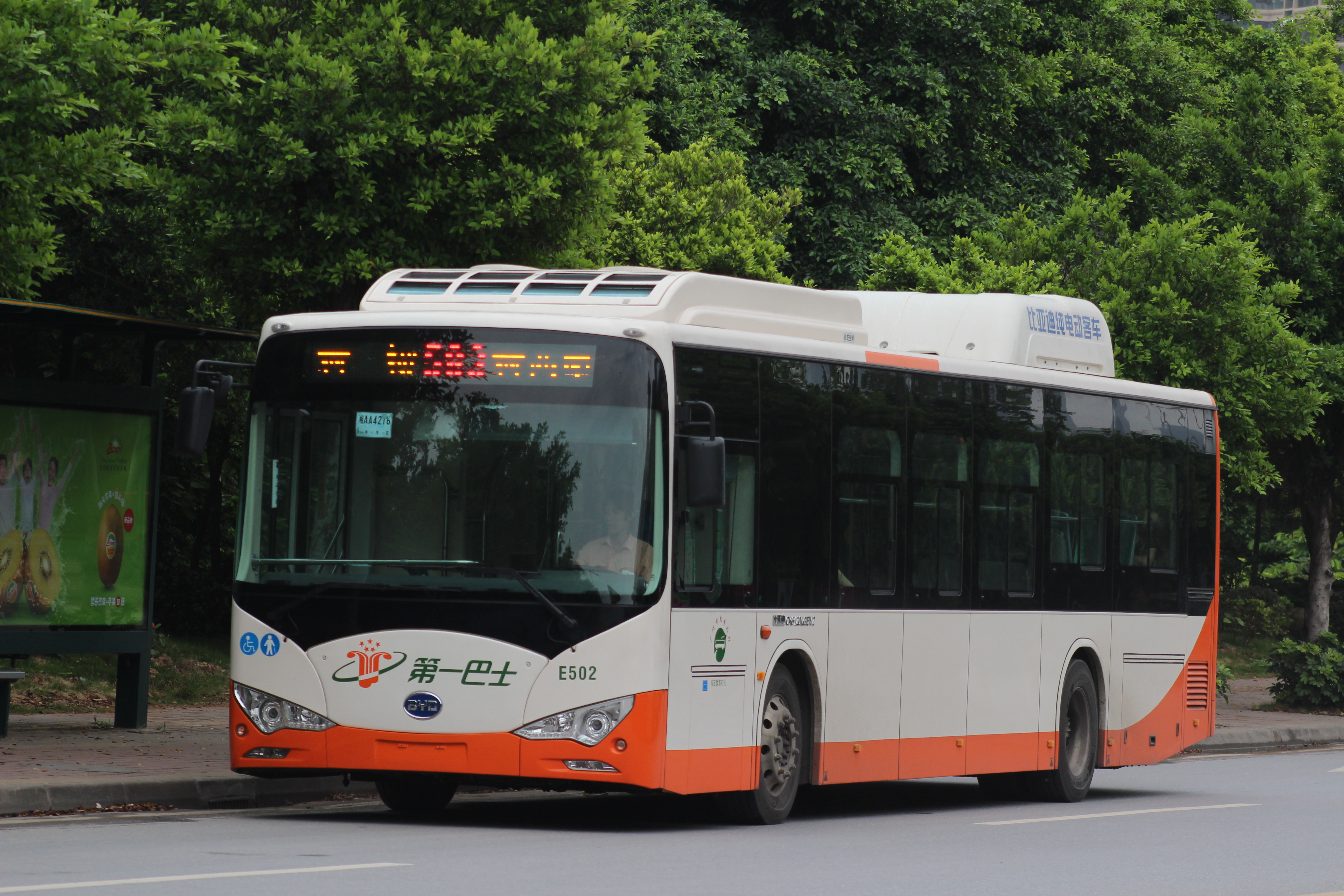
在中国广州市583线运营的比亚迪K9A

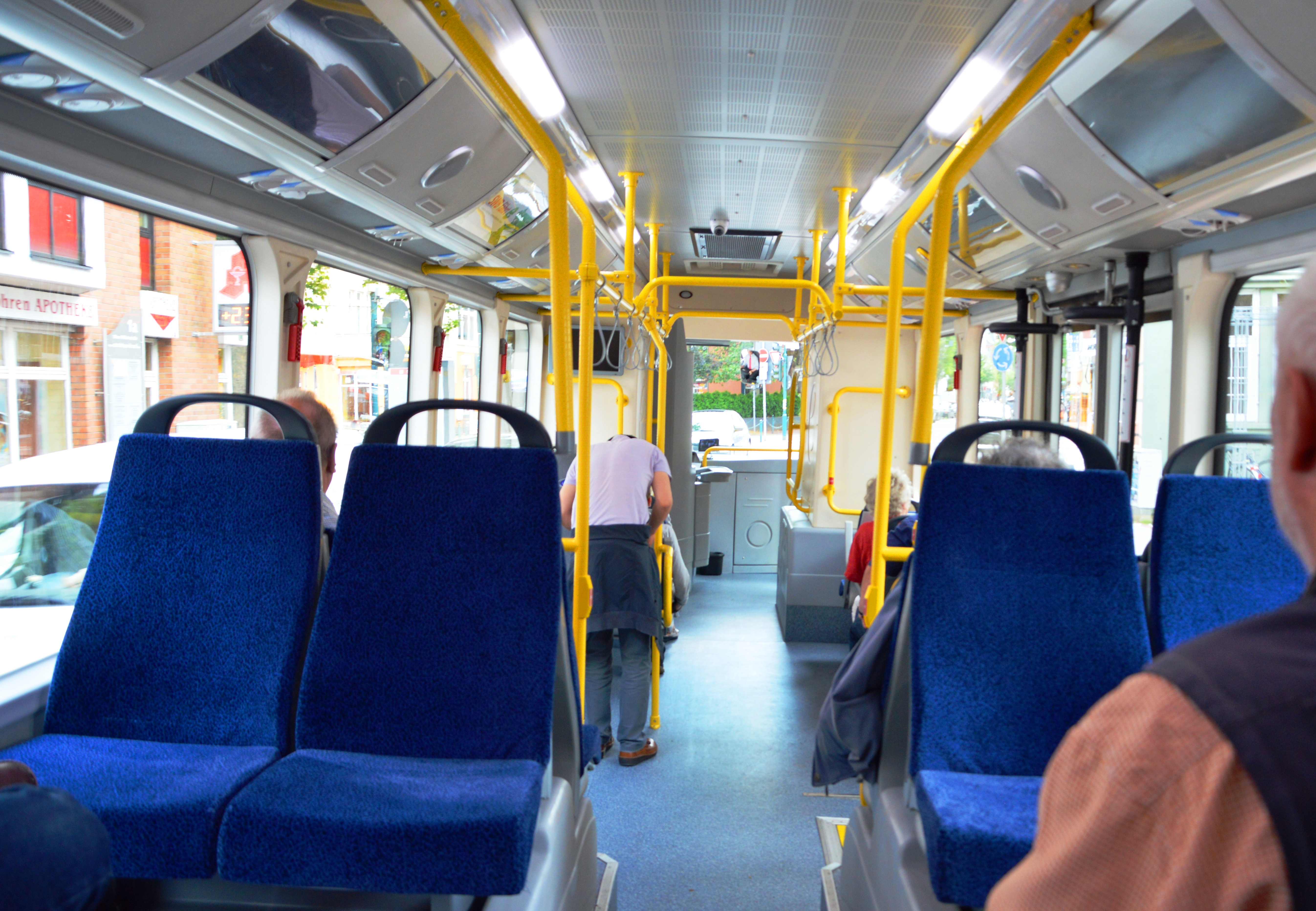
比亚迪K9的内部座椅，摄于德国波恩

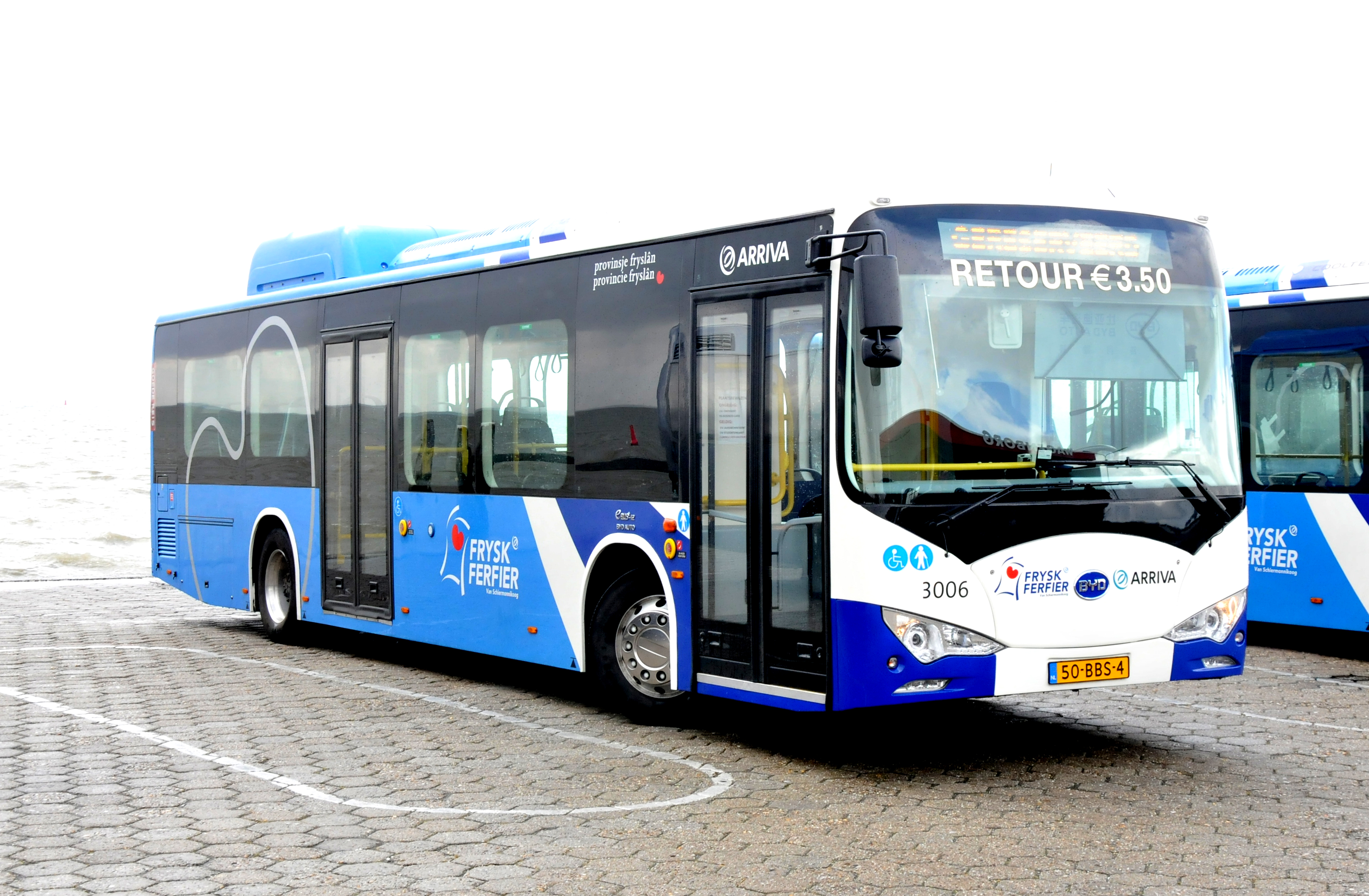
在荷兰斯希蒙尼克島运营的

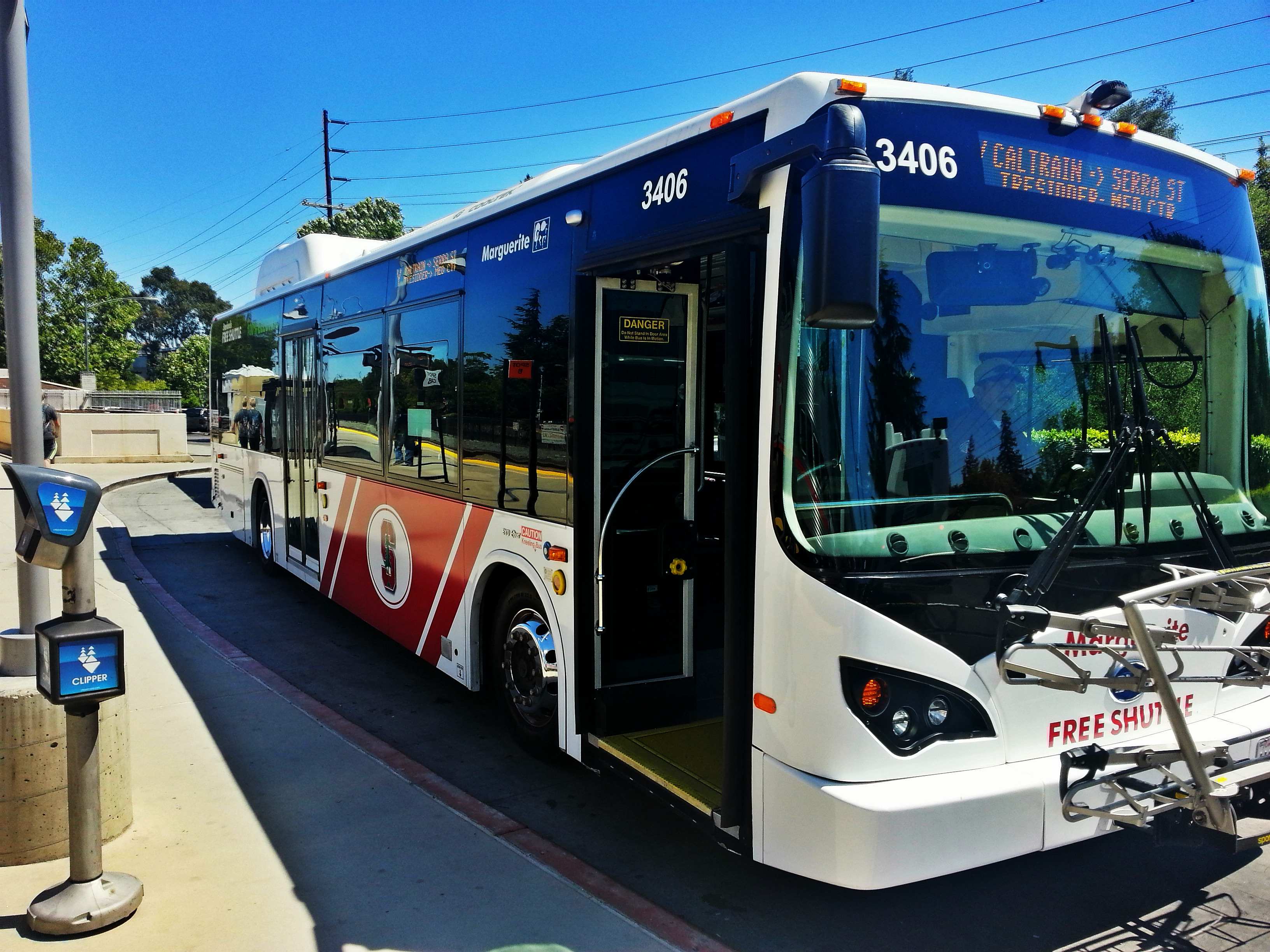
在美国斯坦福大学运营的比亚迪K9免费巴士(Marguerite)

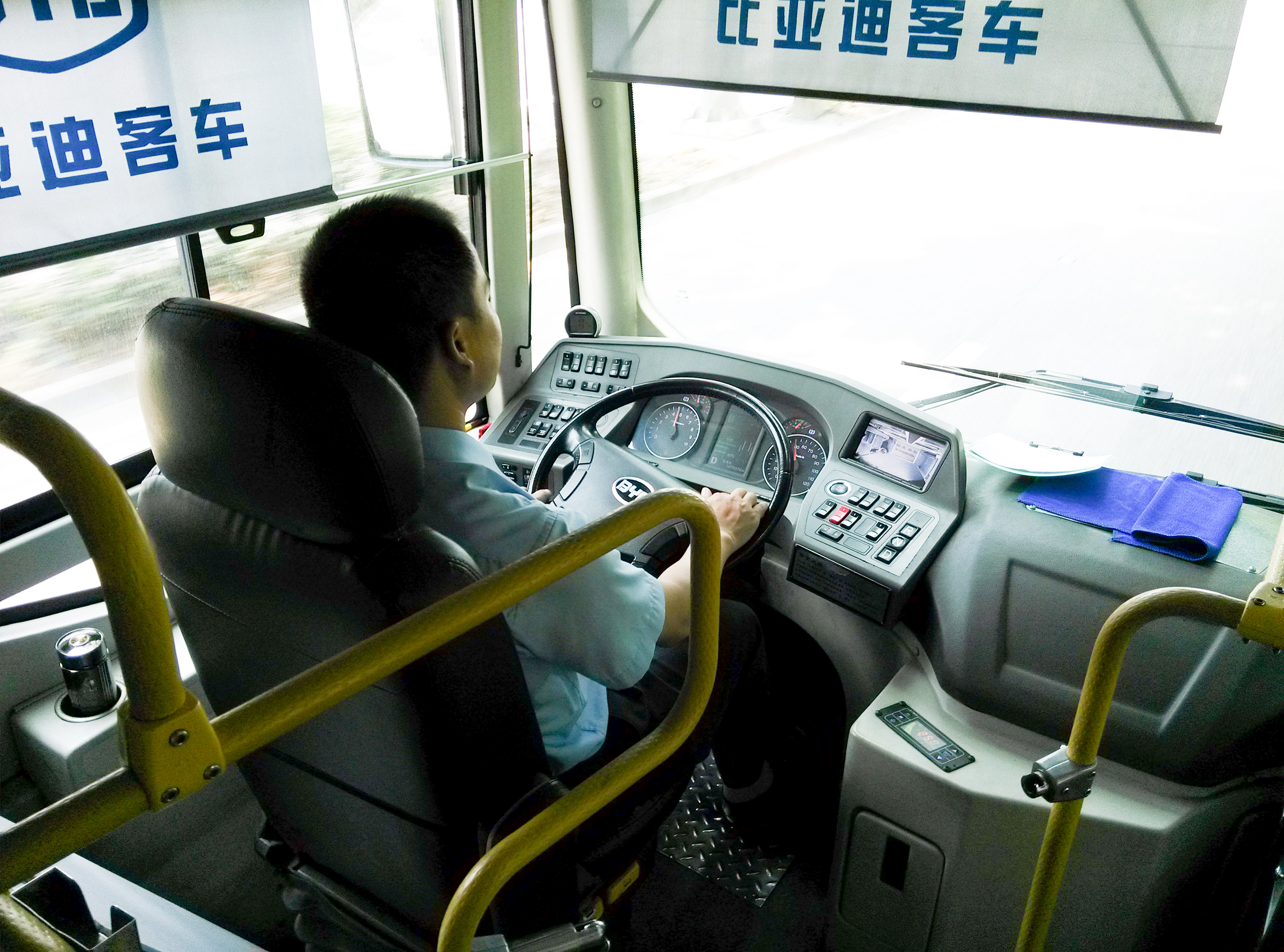
摄于中国深圳市的比亚迪K9驾驶区.

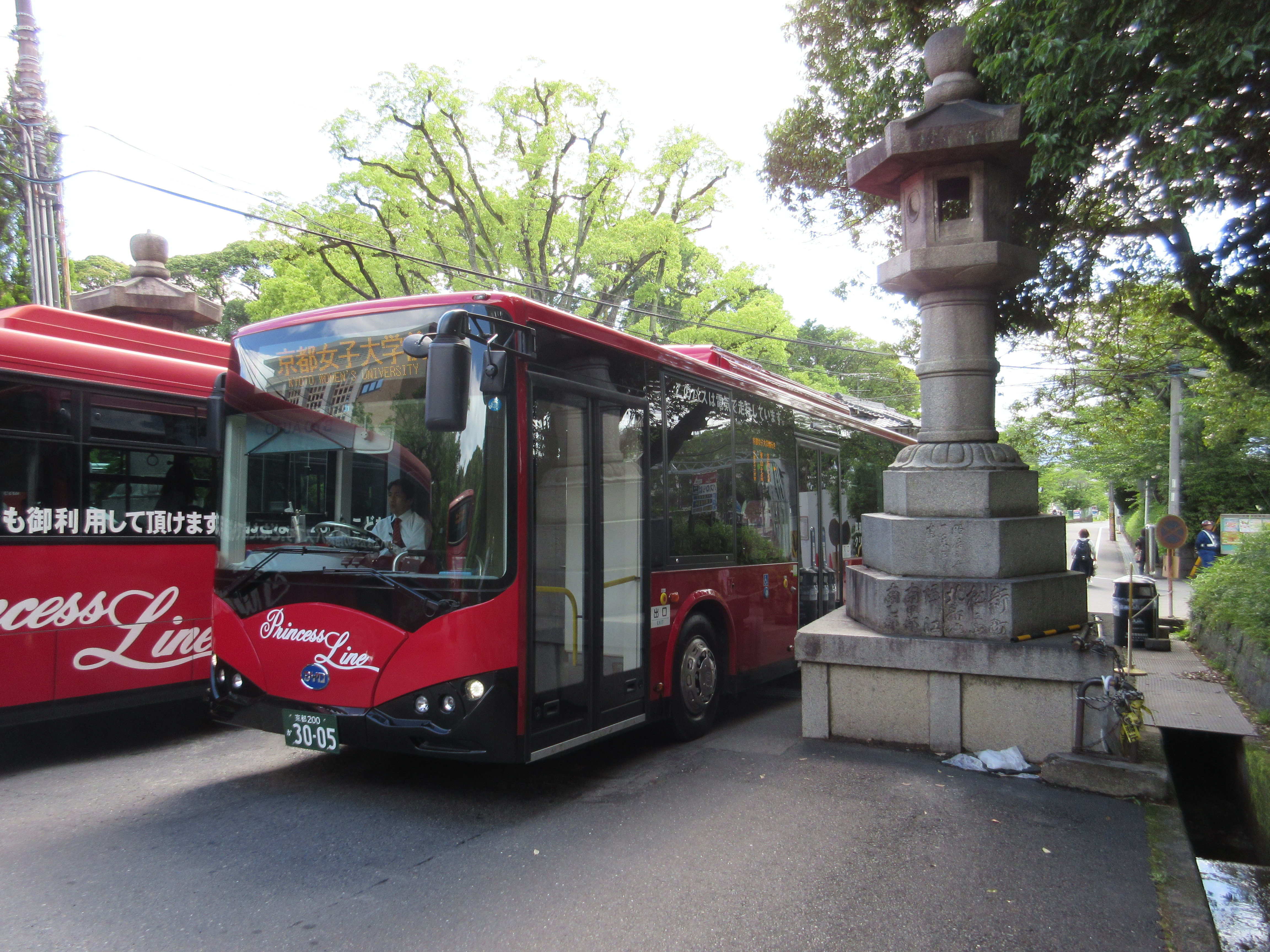
在日本京都市运行的比亚迪K9

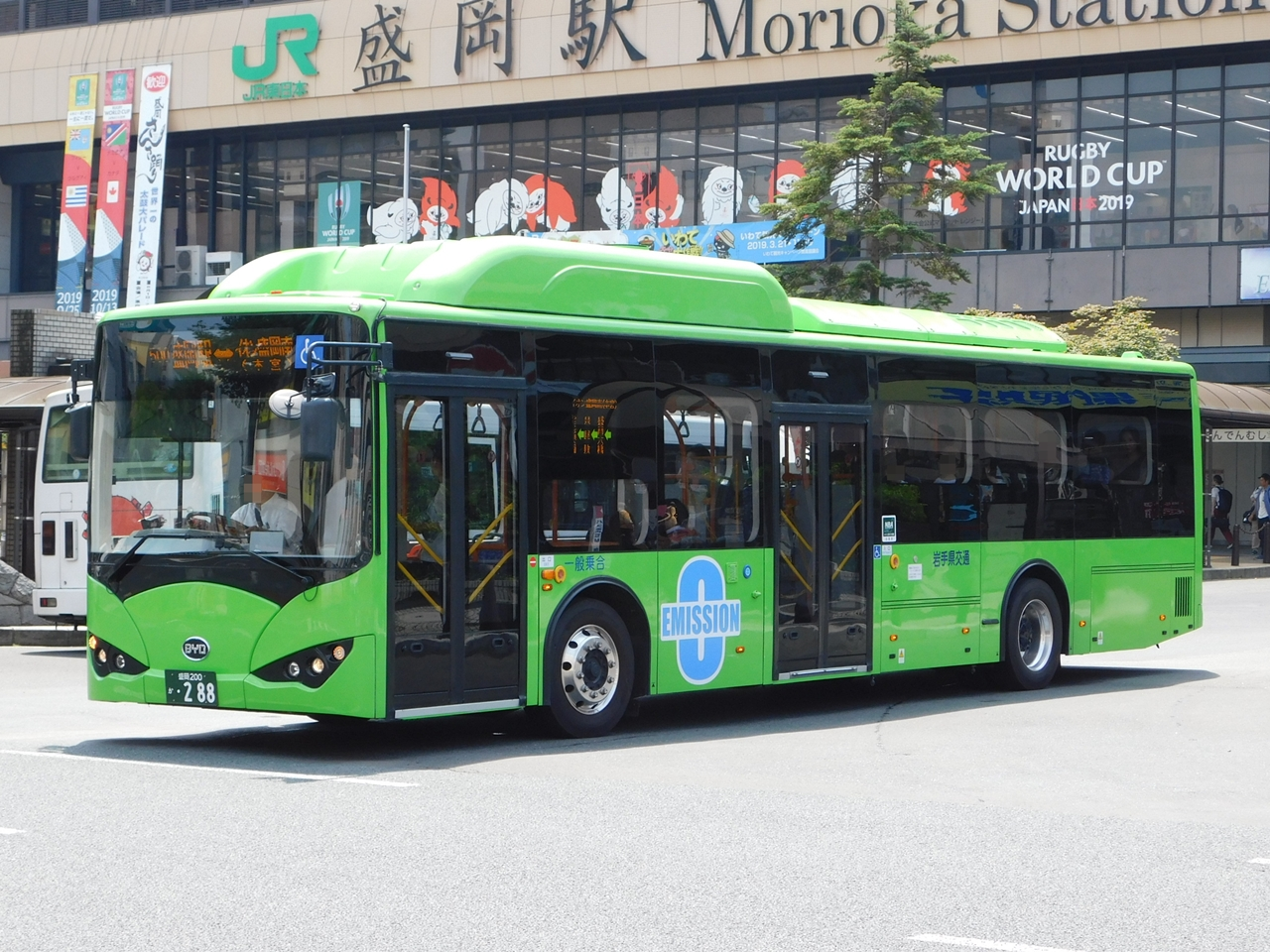
在日本岩手县运行的比亚迪K9

- 功耗: 小于 100 千瓦时/60 分钟[15]
- 變速系統:直驅式機構（DD）

- 加速: 20 秒从0 千米/时–50 千米/时[15]
- 最高速度: 96 千米/时[15]
- 普通充电: 6 小时充满[16][17]
- 快速充电: 3 小时充满[16][17]
- 整夜充电: 60 kW 可以在5小时之内充满[16]
- 续航: 155英里（249）[16][17] (根据某些报道186英里（299）[17])
- 长×宽×高: 12,000毫米×2,550毫米×3,200毫米[18]
- 标准乘员: 31+1 (31位乘客和1位司机)[18]
- 重量: 18,000 千克[18]
- 车门处最小离地间隙: 360毫米[18]

以上是比亚迪官方网站上公布的性能参数，K9的两个改型K9A和K9B在性能上有不同程度的改变。
双门版在中国大陆的深圳、广州、长沙、西安、承德、韶关和香港投入运营；此外也在臺湾的 台北、新竹、苗栗、台中、雲林、嘉義、高雄及台南等地使用。三门版則在深圳和哥伦比亚的波哥大投入试运行。

### 电池和动力总成
比亚迪K9搭载的电池为磷酸鋰鐵（化学式：LiFePO4）电池，由该公司自主研发，并被视为该公司的核心技术之一。这种电池已经被应用在该公司早前的车型中，例如e6。比亚迪声称这种电池的材料可以被回收再用，而不会对环境带来污染。
与传统的客车动力系统不同，K9的每一个轮胎拥有一个独立的发动机，称为轮边驱动系统。这种发动机的最大输出功率为90 kW×2，最大扭矩为550Nm×2。此外在比亚迪进行演示的部分K9车型顶部还安装有太阳能电池，但是实际上在深圳或是西安运营的车中并没有安装此太阳能电池。

### 安全性能
- 一体化成形车体
- 碟刹系统
- ABS+ASR
- 轮椅辅助性设施

## 第三方评价

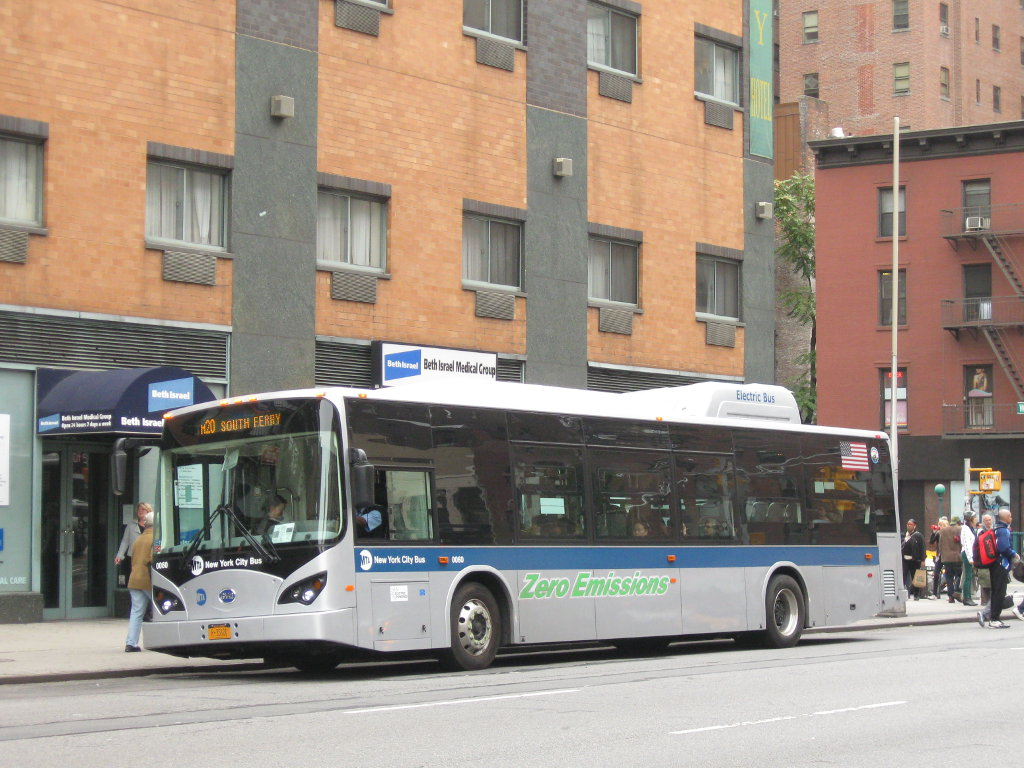
在纽约市运行的比亚迪K9电动巴士

2014年1月9日，经过为期两个月的测试，美国纽约大都会运输管理局（New York Metropolitan Transportation Authority）发布了比亚迪K9的测试报告，报告指出该电动巴士表现优异（"performed excellent"），具体的测试数据如下：
- 在测试过程中，比亚迪K9共行驶了1,481英里（2,383公里）。
- 实测的满电情况下平均续航里程为140英里（225公里），约合30小时的运营时间。其竞争对手的产品需2至3小时充电一次。
- 每英里运营成本为0.2至0.3美元；而传统的天然气或柴油公交车的每英里运营成本约为1.3美元。

## 香港

### 九龍巴士
在環境保護署資助下，載通國際於2016年引入14輛比亞迪K9R單層電動巴士，九龍巴士佔其中10輛，每輛K9R價格約400萬至500萬元，較約200萬元的傳統12米柴油驅動雙層巴士貴逾一倍。
K9R電動巴士採用比亞迪電池底盤，車身則沿用九龍巴士過往用於猛獅型號巴士，擁有瑞士鋁製車身專利技術的馬來西亞品牌順豐（Gemilang）。配備「加長版」Hanover二極管（LED）橙色電子牌，上落車門採用Masats電動門，Vogel Revo座椅連巴士仔家族圖案，車身裱有「大嘥鬼」圖案。
首輛巴士於2016年12月13日到土瓜灣驗車中心進行檢驗，翌年4月12日獲發牌，編上車隊編號BDE1，並納入荔枝角車廠（L）管理，BDE2亦緊隨其後於5月8日獲發牌，同樣由荔廠管理。

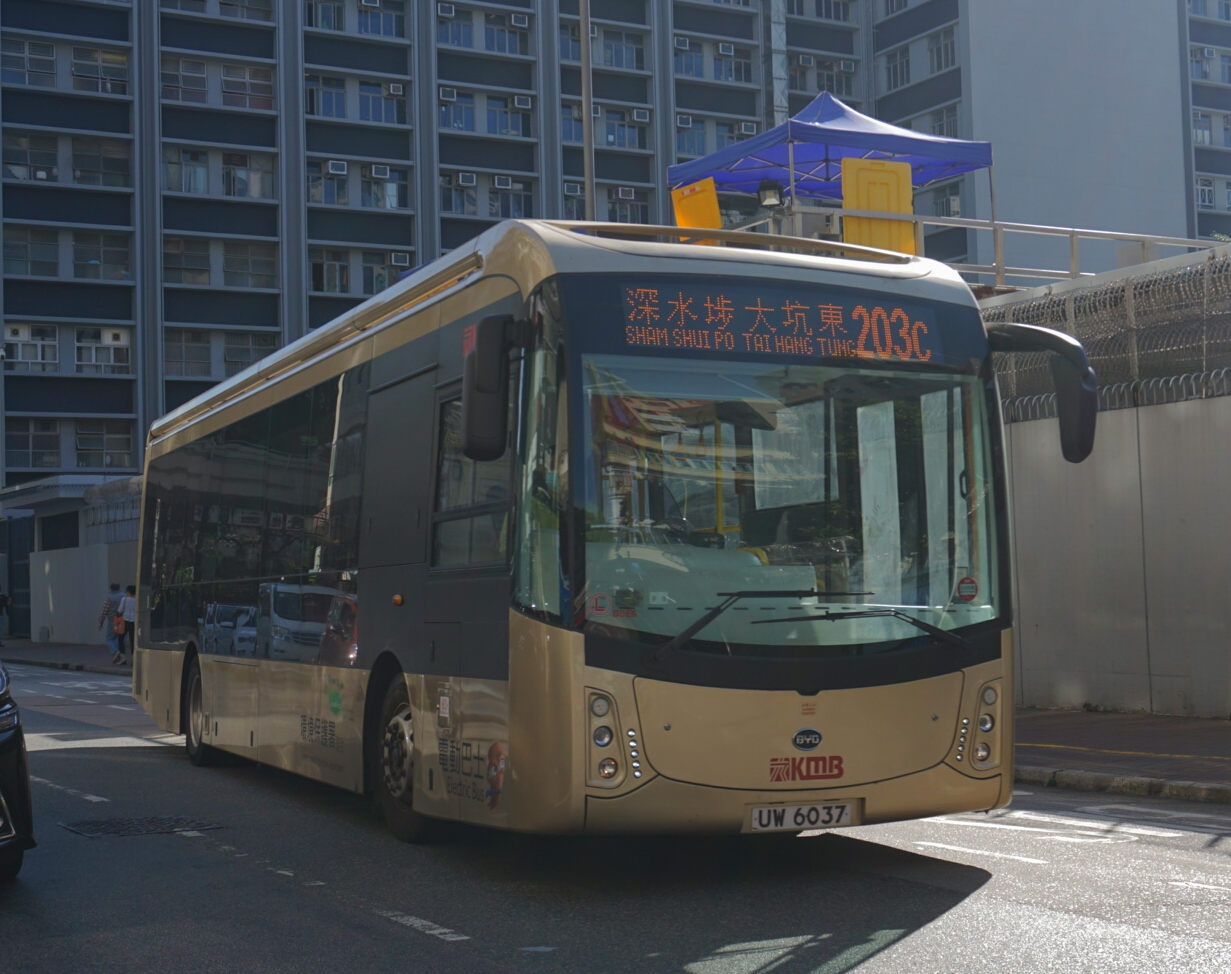

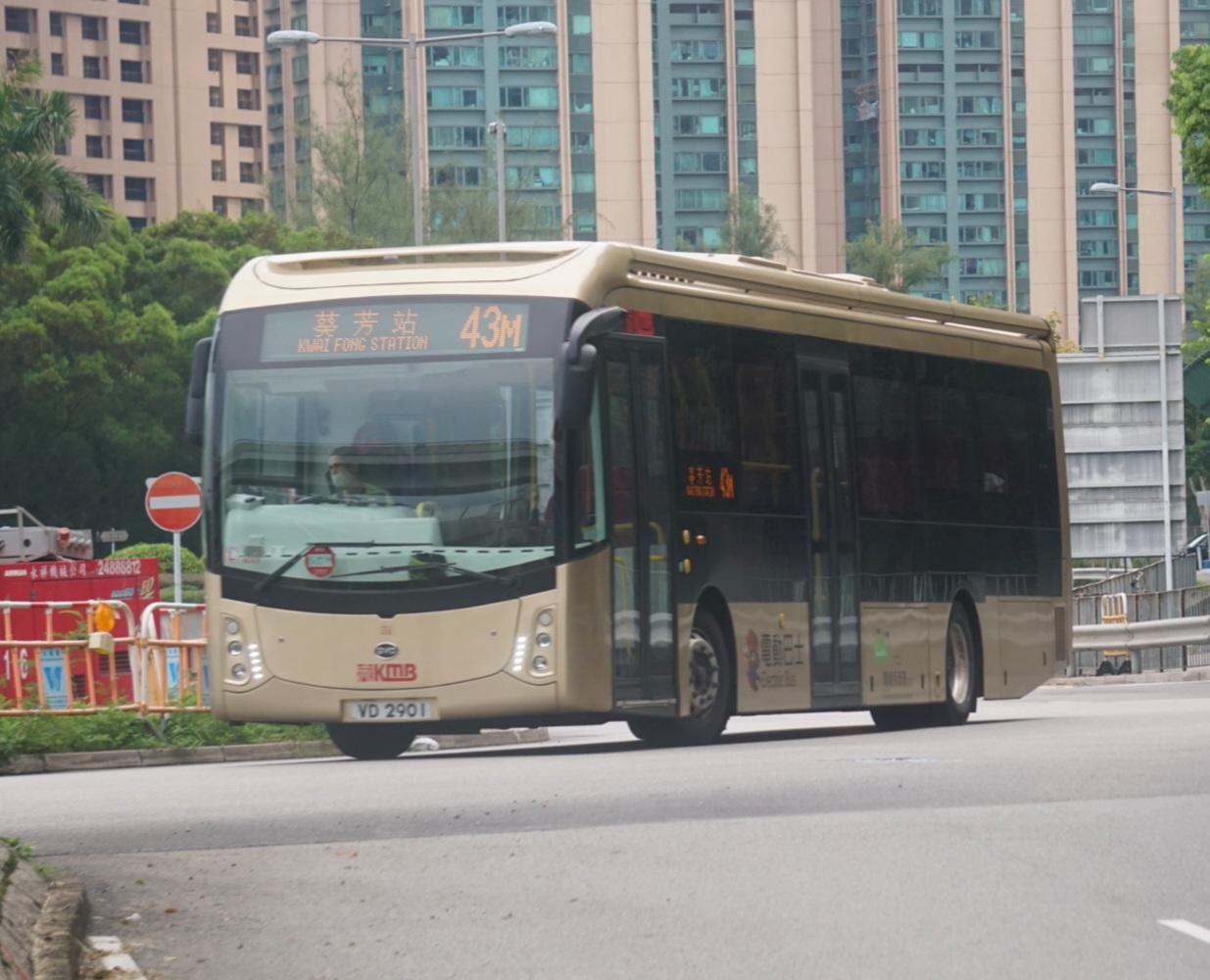
九龍巴士的10輛K9R本來獲分配在5C線，6C線，35A線，42A線以及603線，但由2018年9月28日開始，九龍巴士安排K9R改為行走7M線、11D線、43M線及203C線線，以繼續評估電動巴士效能及表現。

### 龍運巴士
載通國際於2016年引入14輛配馬來西亞Gemilang車身的比亞迪K9R單層電動巴士，龍運巴士佔其中4輛。K9R車廂內配備印有巴士仔家族圖案的仿皮座椅，不設行李架，與九龍巴士配置幾乎一模一樣，分別在於車身塗上龍運巴士新款「扶手電梯」塗裝，以及扶手改用橙色。這批巴士是龍運近二十年來首次引入沒有行李架的巴士。
首輛比亞迪K9R於2017年4月20日獲發牌，龍運巴士將之納入小蠔灣車廠（T）管理，車隊編號為SE為首。第一及第二輛電動巴於2017年7月31日首航S64線，4輛比亞迪K9R投入服務初期被安排行走E31及S64線，後來主要行走S65線。不過自從該線停運後，這些巴士日間大部份時間長期閒置於小蠔灣車廠內。

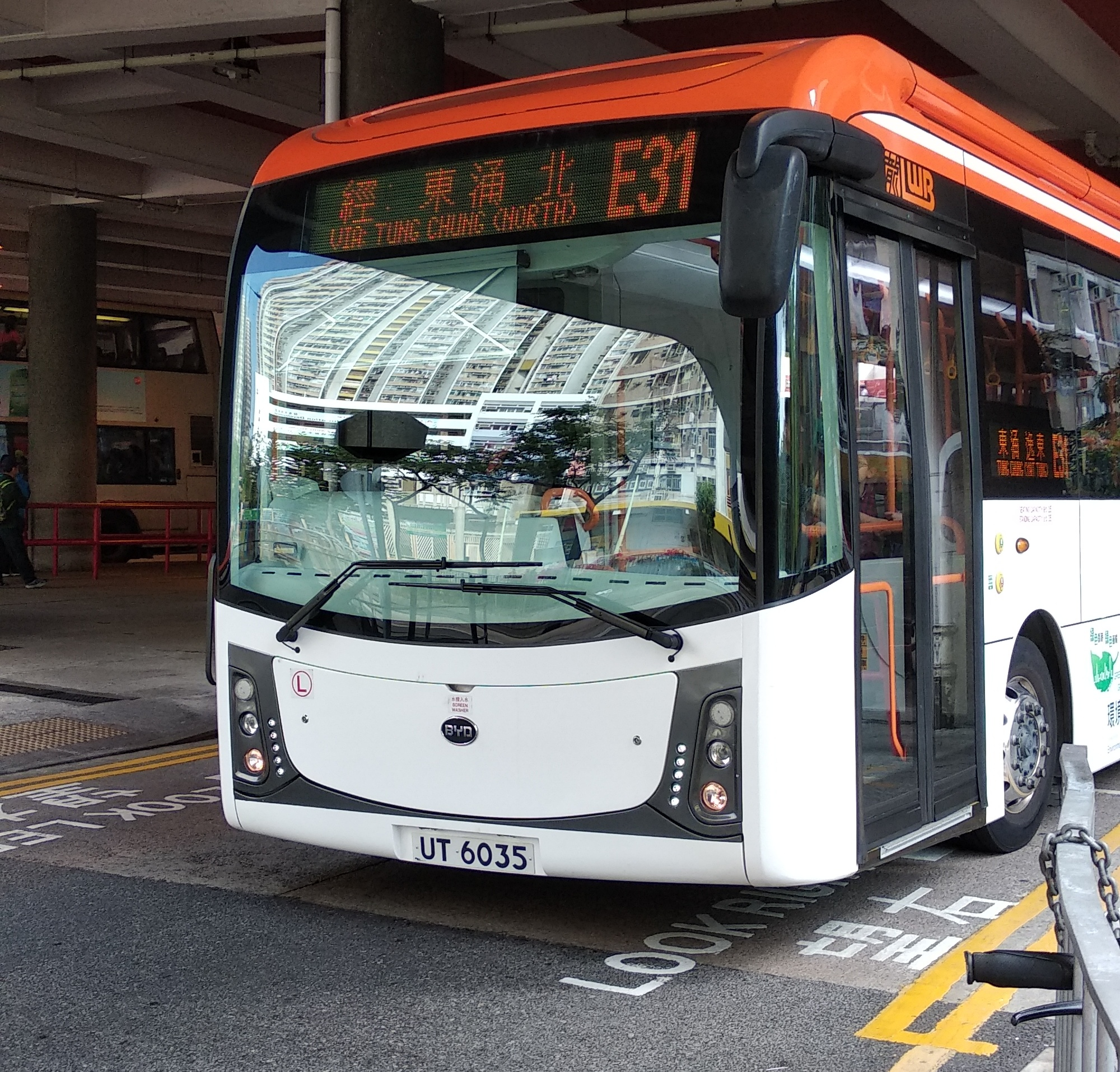
龍運巴士K9R在投入服務初期通常在非繁忙時間行走E31線以及S64線

### 城巴
城巴及新世界第一巴士在2014年1月2日共同招標購買十輛電動巴士，其中三輛城巴的訂單於同年8月中落入比亞迪手上。城巴首次選配與九龍巴士最新巴士相同的Vogel Revo S座椅，其餘車廂配置與城巴旗下車隊相若。車隊編號方面，K9R繼承自猛獅NL262的1500系列，編號由1581開始。
第二部K9R於2015年9月5日抵港；數天後，首部K9R於9月10日被運回比亞迪位於深圳屏山的廠房，進行機件維修及升級，並於同年11月3日運回香港，兩部巴士已於11月27日出牌。城巴發言人其後向傳媒表示，該批車輛需要較多時間進行內部測試及調較以確保安全。
三輛K9R被編配行走11（1581）、12（1582）及25A線（1583），並於2015年12月27日至29日首航，展開為期兩年的試驗。
由2019年5月25日起，所有城巴的K9R集中調配到11線。由2022年12月1日起，所有城巴的K9R集中調配到22X線。

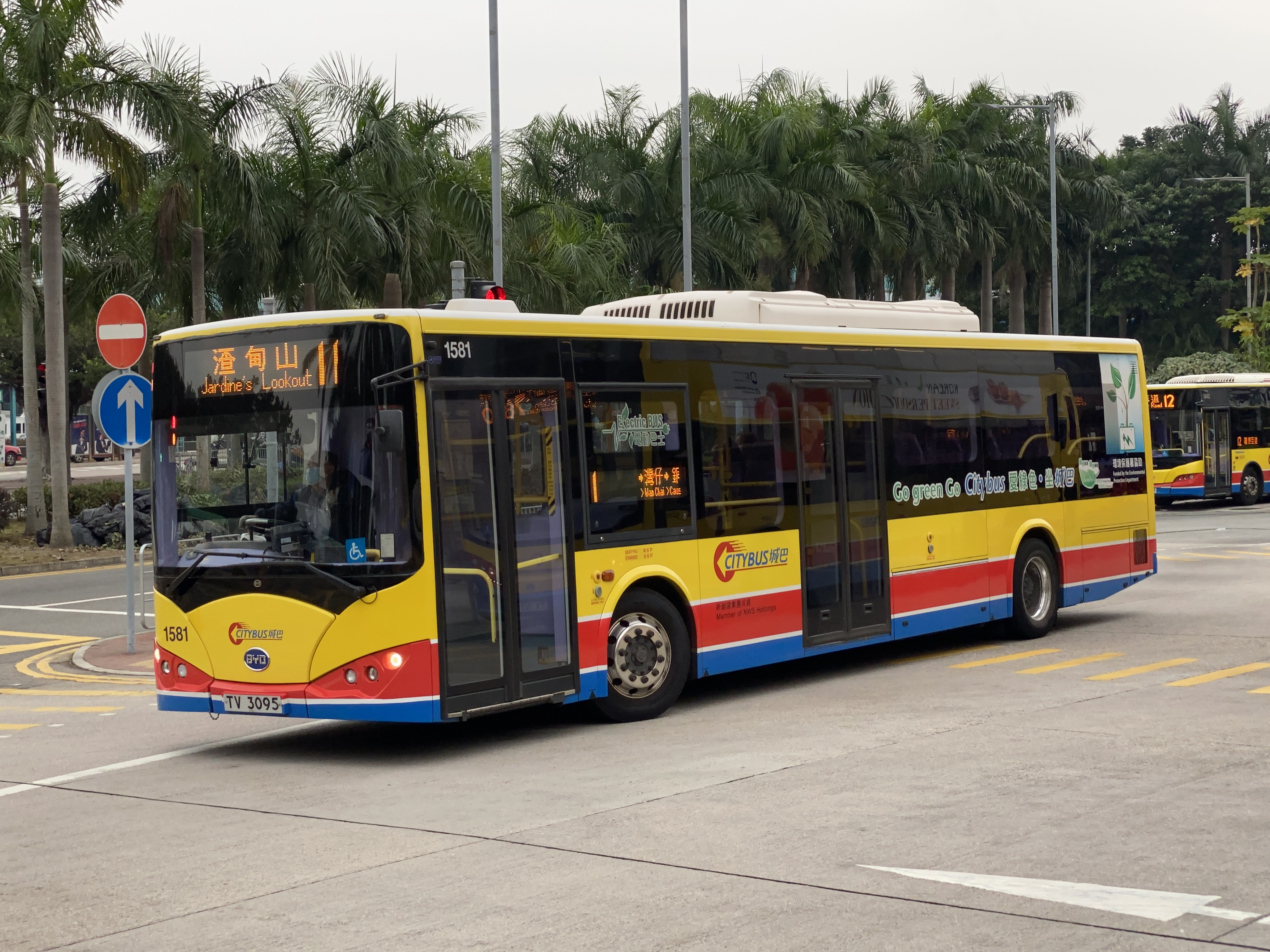
香港城巴K9R行走城巴11線

於2023年10月1日起，所有車輛車隊編號改為16000-16002。

### 新世界第一巴士
比亞迪於2014年8月投得新世界第一巴士兩輛K9R之訂單，首部巴士於2015年11月3日下午利用平板拖架由深圳廠房直接運抵柴灣車廠，獲編車隊編號2051及2052，與丹尼士飛鏢共用「20XX」系列。兩輛K9R分別固定行走81線（2051）及78線（2052），其中2051於2015年12月28日首航。
至於另一輛2052在投入服務前，因車門近牌箱位置的車窗玻璃出現裂痕，需等待玻璃組件付運，故首航日期由原訂12月27日推遲至約2016年1月5日，最後2052提早在12月29日投入服務。
由2019年5月25日起，所有新世界第一巴士的K9R均集中調配到13線。由2023年1月起，所有新巴的K9R集中調配到城巴22X線。
於2023年7月1日起，所有車輛已過渡至城巴，車隊編號改為16003-16004。

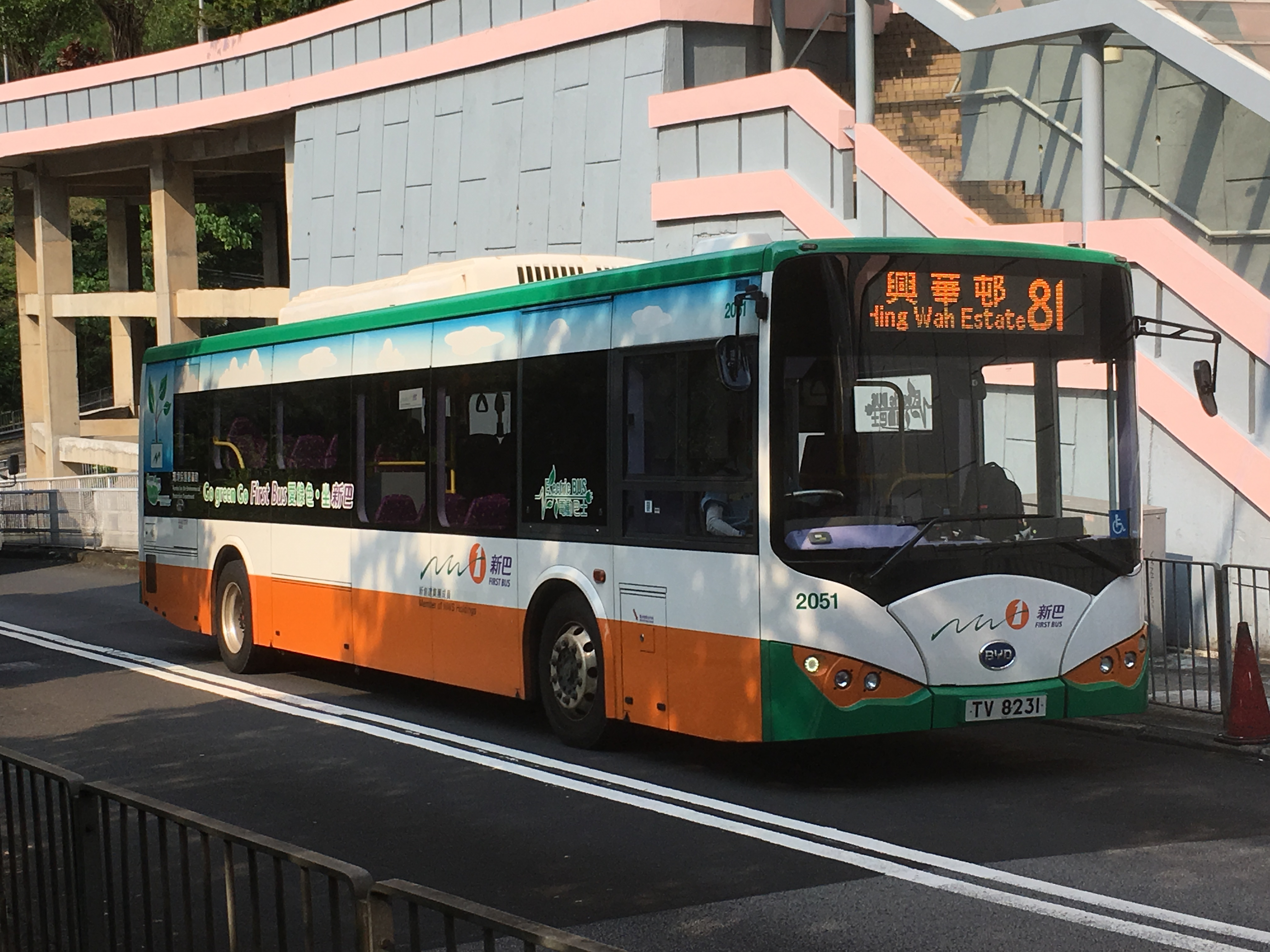
新世界第一巴士的K9R已全數調往13線

### 新大嶼山巴士
在政府全額資助下，新大嶼山巴士於2014年宣布招標購入四輛純電動巴士作試驗，其中兩輛的製造合約由比亞迪奪得。
首輛新大嶼山巴士K9R巴士於2016年9月到港，並於同年11月在第六屆中國（澳門）國際汽車博覽會上展出，期間車身被裱上了藍色的電動巴士宣傳廣告。
兩輛巴士雙雙於2018年4月4日出牌，車牌為VJ7769及VJ8144（後者出牌後不久被更換為VK2668），隨後於7月25日上午（VK2668）及下午（VJ7769）首航38線，展開為期兩年的試驗。直至2020年2月，兩車才獲分配車隊編號，分別為BE01／VJ7769及BE02／VK2668。
至於另外兩輛純電動巴士原本由華夏神龍中標，但因華夏神龍於中途突然退出而需要重新招標，最終再次由比亞迪成功中標奪得合約。這批巴士命名為「比亞迪K9RB」，外觀大致與比亞迪K9R近似，然而其電池組件的擺放位置由車廂內改為車頂，以騰出車廂位置安裝行李架。
首輛巴士於2020年12月10日土瓜灣驗車中心進行驗車。兩輛巴士雙雙於2022年7月13日出牌，車牌為BE03／YB8621及BE04／YC429，隨後於10月8日首航B2線，展開為期兩年的試驗。

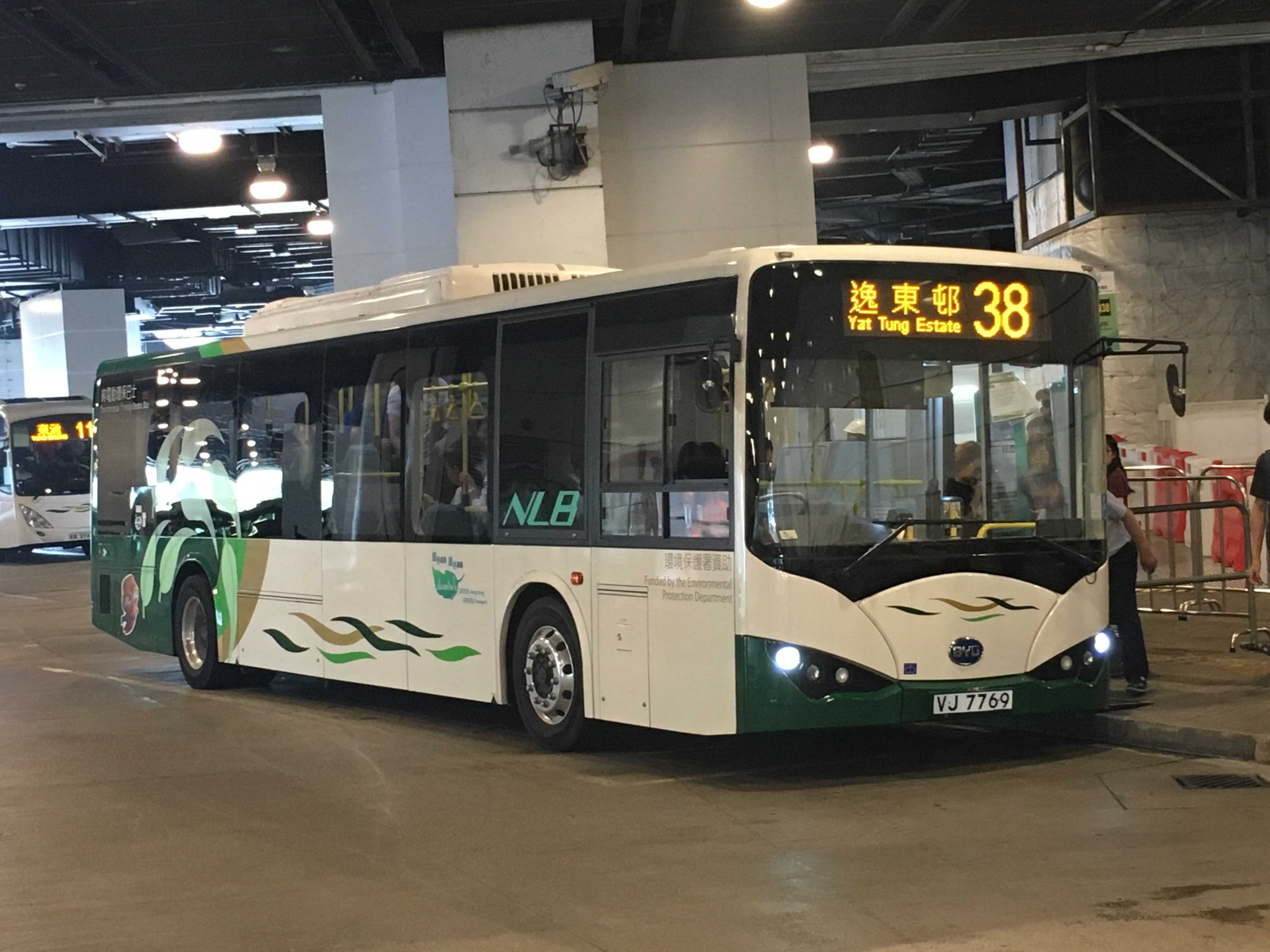
新大嶼山巴士K9R集中行走38線

## 外部連結
- 比亞迪商用車官方網站
- 香港巴士大典上的相关条目：比亞迪K9R
- 香港巴士資源中心：九巴BYD K9R （页面存档备份，存于）
- 香港巴士資源中心：城巴BYD K9R （页面存档备份，存于）
- 香港巴士資源中心：新巴BYD K9R （页面存档备份，存于）
- 香港巴士資源中心：嶼巴BYD K9R （页面存档备份，存于）